# Pesta László
Pesta László (Budapest, 1902. szeptember 10. – Budapest, 1998. december 13.) magyar orvos, politikus, országgyűlési képviselő, az Országgyűlés korelnöke.

## Életpályája
Édesapja újságíró, a Rendkívüli Újság tulajdonosa és felelős szerkesztője volt. Egyetemi tanulmányait a budapesti Királyi Magyar Pázmány Péter Tudományegyetem orvostudományi karán végezte. 1927-től városi orvos volt Vácott. 1937 és 1946 között tiszti főorvosként dolgozott Újpesten. 
1945-ben lépett be a Független Kisgazdapártba. 1945. június 24-én beválasztották az Ideiglenes Nemzetgyűlésbe. 1947. augusztus 31-én Nagy-Budapesten pótképviselővé választották, november 4-től behívás útján lett országgyűlési képviselő.
1946-tól miniszterelenökségi államtitikár volt, majd  1949 és 1952 között a pénzügyminiszter helyetteseként dolgozott. 1950 és 1965 között ő volt a Fővárosi Tanács elnökhelyettese. 1965-től a Kulturális Kapcsolatok Intézete alelnöke. 1945-től országgyűlési képviselő, az országgyűlés szociális-egészségügyi bizottságának elnöke. 1949-től a Hazafias Népfront Országos Tanácsának tagja, a budapesti bizottság alelnöke. 
Csak nyugdíjba vonulása után, 1974-ben lépett be a Magyar Szocialista Munkáspártba.

## Társadalmi szerepvállalása
- a Stefánia Gyermekvédő Egyesület elnöke
- Az Egészségügyi Felvilágosítás Társadalmi Tanácsának elnöke.
- A Magyar Vöröskereszt országos vezetőségének tagja.

## Emlékezete
Sírja Budapesten a Farkasréti temetőben található. 